# ザ・テトリス・カンパニー
ザ・テトリス・カンパニー（英: The Tetris Company, LLC）は、アメリカのゲーム会社で、テトリスホールディング（英: Tetris Holding, LLC）の子会社である。
テトリスの著作権および商標権は、現在テトリス・ホールディングに委譲されており、同社からザ・テトリス・カンパニーを介し、各メーカーにライセンスする形を取っている。

## 沿革
1995年2月にヘンク・ブラウアー・ロジャースがハワイ州のホノルル市を本拠地にブループラネットソフトウェア（BPS）を設立する。
1996年2月にテトリスの版権およびライセンスを管理する目的でザ・テトリス・カンパニーが設立される。
1999年に「テトリスの商品化は1プラットフォームにつき1社のみ」とする方針を発表する（しかし、それ以降も2社以上から発売された例があるため、この方針がどのような目的で制定されたのか不明である。テトリス#ライセンスを参照されたい）。
2002年、ロジャースによりテトリスに関する基本的な細かい部分を統一するためのガイドラインを制定する。これにより、同年以降に誕生したテトリスは基本的にこのガイドラインに則した仕様でなければ発売が認められなくなる。